# Jean-François Coche
Jean-François Coche (París, 1946) és un llibreter i difusor a França de la llengua i la cultura catalana i occitana.
Va estudiar agronomia a Nancy i va aprendre català per correspondència mercè una carta que va escriure a la revista Destino. El 2006 va rebre la Creu de Sant Jordi.
El 1976 fundà a París (30 rue Grands Augustins, al 6è arrondissement, prop de la Maison de la Catalogne) la llibreria Pam de Nas, especialitzada en literatures catalana i occitana. Entre altres aportacions, aquest espai ha permès els catalans de França mantenir els vincles culturals amb Catalunya i transmetre'ls a les generacions més joves. La llibreria va haver de tancar a mitjans del 2011 per falta de vendes i per un augment del lloguer.
El 2006 va traduir al francès l'aportació catalana al Dictionnaire Critique de la littérature européenne des camps de concentration et d'extermination nazis, publicat el 2007 per la Fundació Ars.